# Sara Sabry
Sara Sabry (23 maggio 1993) è un ingegnere, imprenditrice e turista spaziale egiziana.
È stata la prima persona egiziana, nonché la prima donna africana e araba, ad andare nello spazio, dove si è recata nel 2022 come turista spaziale con la missione Blue Origin NS-22.

## Biografia
Dopo essersi diplomata al Liceo Francese del Cairo, Sara Sabry ha frequentato l'Università Americana del Cairo, dove nel 2016 ha ottenuto il bachelor in ingegneria meccanica. Successivamente ha studiato al Politecnico di Milano, dove ha conseguito la laurea triennale in ingegneria biomedica nel 2020. Nel 2021 ha fondato la Deep Space Initiative, un'organizzazione senza scopo di lucro volta ad incrementare l'accessibilità allo spazio mediante l'organizzazione di programmi e iniziative per incoraggiare gli individui ad entrare nel campo spaziale; attualmente ricopre la carica di amministratore delegato dell’organizzazione. Nello stesso anno, Sabry ha partecipato alla simulazione di una missione spaziale sulla Luna come ufficiale medico dell’equipaggio.
Nel 2022 ha partecipato alla selezione per il Citizen Astronaut Program gestito dall’organizzazione senza scopo di lucro Space For Umanity, a cui hanno partecipato settemila candidati; Sabry ha superato la selezione e il 4 agosto dello stesso anno ha partecipato alla missione Blue Origin NS-22, diventando la prima cittadina egiziana e la prima donna araba e africana ad andare nello spazio. Il suo volo è stato sponsorizzato dalla Space For Umanity.
Attualmente, Sabry sta studiando all'Università del Dakota del Nord per conseguire un Ph.D in ingegneria aerospaziale. Nell'Human Spaceflight Laboratory della stessa università sta conducendo ricerche sulle tute spaziali in collaborazione con la NASA.